# Depressió Litoral
| Pirineus Prepirineus Depressió Central Petits contraforts de la Depressió Central | Serralada Transversal Serralada Prelitoral Serralada Litoral Depressió Litoral, Prelitoral i altres planes costaneres |

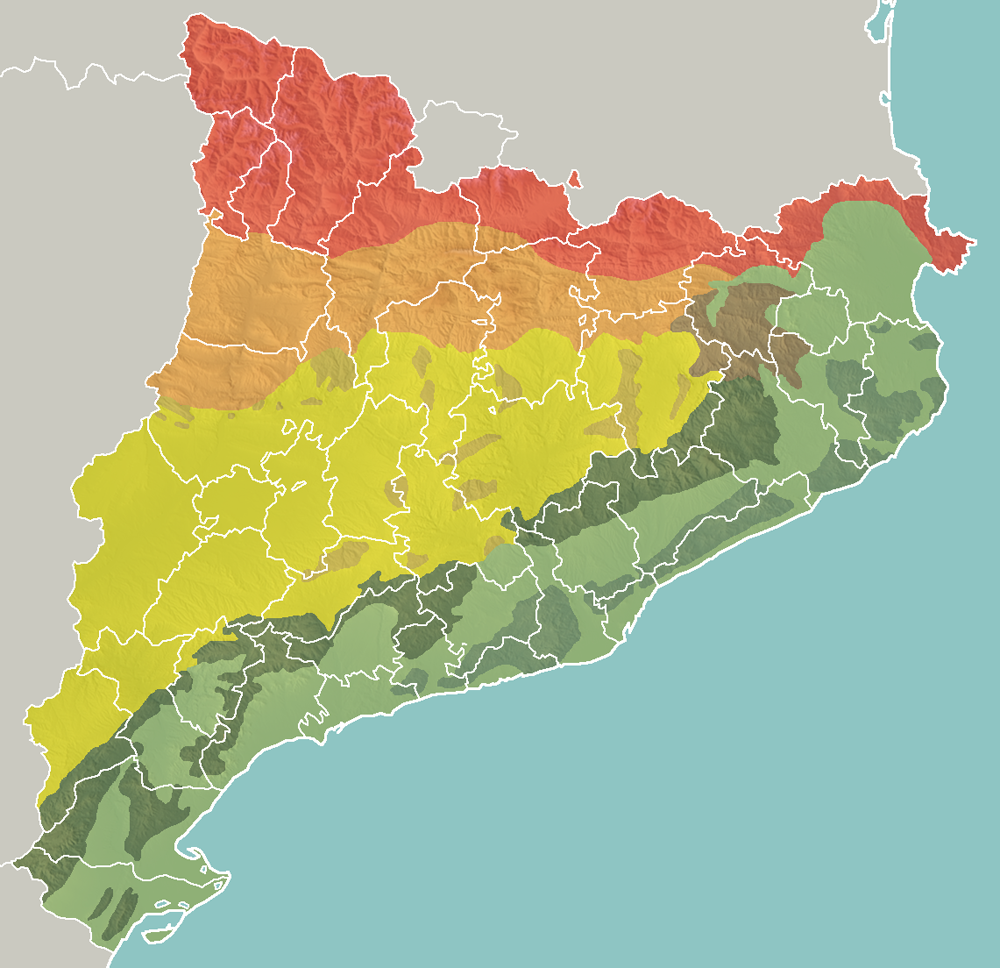
Mapa de les diverses unitats morfoestructurals de Catalunya:

La Depressió Litoral és una unitat de relleu a Catalunya. És situada entre la costa mediterrània i la Serralada Litoral, i comprèn gran part de les comarques del Barcelonès i el Maresme.